# Dérive arctique
 (juillet 2015).
Si vous disposez d'ouvrages ou d'articles de référence ou si vous connaissez des sites web de qualité traitant du thème abordé ici, merci de compléter l'article en donnant les références utiles à sa vérifiabilité et en les liant à la section « Notes et références ».
Dérive arctique (titre original : Arctic Drift) est un roman policier américain de Clive et Dirk Cussler paru en 2008.

## Personnages
- Dirk Pitt